# Drnovice (Zlín)
Drnovice (in tedesco Drnowitz) è un comune della Repubblica Ceca facente parte del distretto di Zlín, nella regione di Zlín.